# Kamal Qureshi
Kamal Hameed Qureshi (* 29. Juli 1970 in Rawalpindi, Pakistan) ist ein dänischer Arzt und Politiker der Sozialistischen Volkspartei (SF).

## Biografie
Kamal Qureshi wurde in Pakistan als Kind indischstämmiger Eltern geboren. Als er fünf Jahre alt war, zog seine Familie nach Kopenhagen. Nach dem Abitur studierte Qureshi Medizin an der Universität Kopenhagen. 2000 wurde er Arzt.
Seine politische Karriere startete Qureshi in der Radikale-Venstre-Jugendorganisation Radikal Ungdom, wechselte aber schnell zur SF. Kurz darauf wurde er in den Parteivorstand der SF gewählt und als Folketing-Kandidat aufgestellt. Seit 2001 ist er dort Abgeordneter und gesundheits- und gleichstellungspolitischer Sprecher der SF-Fraktion.
Im Laufe der Zeit nahm er an verschiedenen humanitären und ehrenamtlichen Einsätzen teil. Unter anderem wurde er von der dänischen Volkskirche 2003 als Arzt in den Irak geschickt. Er trug 2004 die Initiative zur Kampagne „Frihed til forskellighed“ (Freiheit zur Verschiedenheit), die sich kritisch mit der seinerzeitigen Regierungspolitik und deren Menschenbild auseinandersetzte.